# توبياس فايس
توبياس فايس (بالألمانية: Tobias Weis)‏ (مواليد 30 يوليو 1985 في تشفابيتش هول - ألمانيا الغربية) لاعب كرة قدم ألماني يلعب حاليا لصالح نادي الدرجة الأولى هوفينهايم الألماني منذ 2007 في مركز الوسط المحوري .

## روابط خارجية
- توبياس فايس على موقع قاعدة بيانات كرة القدم.إي يو (الإنجليزية)
- توبياس فايس على موقع بيانات كرة القدم. دي إي (الألمانية)
- توبياس فايس على موقع ناشيونال فوتبول تيمز (الإنجليزية)
- توبياس فايس على موقع Soccerway.com (الإنجليزية)
- توبياس فايس على موقع عالم كرة القدم.نت (الإنجليزية)
- توبياس فايس على موقع كووورة
- توبياس فايس على موقع AS.com (الإسبانية)